# Guido Reybrouck

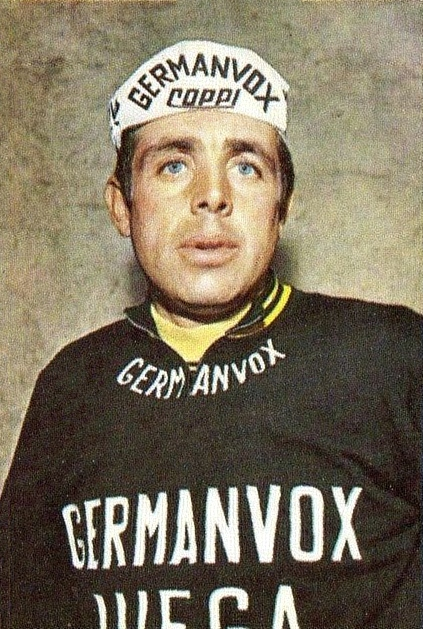
Guido Reybrouck 1970.

Guido Reybrouck, född den 25 december 1941 i Brygge, är en belgisk före detta landsvägscyklist. Hans främsta meriter är segern i Amstel Gold Race 1969, tre segrar i Paris–Tours (1964, 1966 och 1968), segern i Züri Metzgete 1964, slutsegern i både poängtävlingen och kombinationstävlingen i Vuelta a España 1970, samt etappsegrar i alla tre Grand Tours (sex i Tour de France, tre i Giro d'Italia och fyra i Vuelta a España).

## Meriter
| 1964 Vinnare av Paris–Tours Vinnare av Züri Metzgete Vinnare av etapp 2 i Tour de l'Oise 2:a totalt i Tour du Nord 2:a totalt i Tour du Loir-et-Cher Vinnare av etapp 1 1965 Vinnare av Kuurne–Bryssel–Kuurne Vinnare av etapperna 6 och 10 i Tour de France Vinnare av etapp 5 i Tour of Belgium 2:a totalt i Paris–Luxembourg 2:a i Omloop van het Leiedal 4:a i Paris–Tours 6:a i Omloop Het Volk 6:a i GP de Fourmies 8:a i Milano–Sanremo 9:a i De Kustpijl 1966 Belgisk mästare i linjelopp Vinnare av Paris–Tours Vinnare av etapp 2 i Tour de France 2:a i Omloop der Vlaamse Ardennen-Ichtegem 4:a i Ronde van Vlaanderen 7:a i linjelopp vid Världsmästerskapen 7:a i Paris–Bryssel | 1967 Vinnare av Elfstedenronde Vinnare av etapperna 4 och 9 i Tour de France Vinnare av etapp 1 i Vuelta a España Vinnare av etapperna 1 och 3 i Paris–Nice 7:a i Ronde van Vlaanderen 10:a i De Kustpijl 1968 Vinnare av Paris–Tours Vinnare av Circuit des Frontières Vinnare av etapperna 3, 11 och 22 i Giro d'Italia Vinnare av etapp 2 i Paris–Luxembourg Vinnare av etapperna 2 och 4 i Setmana Catalana de Ciclisme Vinnare av etapp 1 i Volta a Catalunya Vinnare av etapp 3 i Giro di Sardegna 3:a i linjelopp vid Belgiska mästerskapen 9:a i Paris–Roubaix 1969 Vinnare av Amstel Gold Race Vinnare av Barcelona–Andorra Vinnare av etapp 13 i Tour de France 4:a i linjelopp vid Världsmästerskapen 8:a i Züri Metzgete | 1970 Vuelta a España Vinnare av poängtävlingen Vinnare av kombinationstävlingen Vinnare av etapperna 4, 8 och 10 Vinnare av etapp 7a i Paris–Nice Vinnare av etapp 3 i Giro di Sardegna 2:a totalt i Paris–Luxembourg 2:a i Milano–Torino 3:a i Paris–Tours 10:a i Milano–Sanremo 1971 Vinnare totalt av Tour de la Nouvelle-France Vinnare av etapp 4b i Giro di Sardegna Vinnare av etapp 3 i Tirreno–Adriatico Vinnare av etapp 4 i Volta a Catalunya 2:a i Sassari–Cagliari 3:a i Herinneringsprijs Dokter Tistaert 7:a i E3 Prijs Vlaanderen 8:a i Omloop Het Volk 1972 Vinnare totalt av Tour de la Nouvelle-France Vinnare av etapp 1 Vinnare av GP Cemab Vinnare av etapperna 4 och 5 i Vuelta a Levante 3:a i Elfstedenronde 6:a i Paris–Tours 1973 Vinnare av etapp 2 i Tour de l'Oise 6:a i De Kustpijl 1974 5:a i Omloop van de Vlaamse Scheldeboorden |